# Pericallia sachalinensis
Pericallia sachalinensis är en fjärilsart som beskrevs av Max Wilhelm Karl Draudt 1932. Pericallia sachalinensis ingår i släktet Pericallia och familjen björnspinnare. Inga underarter finns listade i Catalogue of Life.